# Mouterhouse
Mouterhouse és un municipi francès, situat al departament del Mosel·la i a la regió del Gran Est. L'any 2007 tenia 307 habitants.

## Demografia

### Població
El 2007 la població de fet de Mouterhouse era de 307 persones. Hi havia 121 famílies, de les quals 25 eren unipersonals (17 homes vivint sols i 8 dones vivint soles), 46 parelles sense fills i 50 parelles amb fills.
La població ha evolucionat segons el següent gràfic:
Habitants censats

### Habitatges
El 2007 hi havia 201 habitatges, 119 eren l'habitatge principal de la família, 74 eren segones residències i 7 estaven desocupats. 133 eren cases i 21 eren apartaments. Dels 119 habitatges principals, 87 estaven ocupats pels seus propietaris, 24 estaven llogats i ocupats pels llogaters i 8 estaven cedits a títol gratuït; 5 tenien dues cambres, 8 en tenien tres, 29 en tenien quatre i 76 en tenien cinc o més. 88 habitatges disposaven pel capbaix d'una plaça de pàrquing. A 35 habitatges hi havia un automòbil i a 72 n'hi havia dos o més.

### Piràmide de població
La piràmide de població per edats i sexe el 2009 era:
| Homes | Edats   | Dones |
| ----- | ------- | ----- |
| 0     | 95 o +  | 0     |
| 0     | 90 a 94 | 0     |
| 4     | 85 a 89 | 0     |
| 0     | 80 a 84 | 0     |
| 4     | 75 a 79 | 4     |
| 4     | 70 a 74 | 20    |
| 8     | 65 a 69 | 4     |
| 8     | 60 a 64 | 4     |
| 12    | 55 a 59 | 12    |
| 16    | 50 a 54 | 16    |
| 16    | 45 a 49 | 8     |
| 24    | 40 a 44 | 4     |
| 8     | 35 a 39 | 12    |
| 8     | 30 a 34 | 12    |
| 12    | 25 a 29 | 8     |
| 16    | 20 a 24 | 0     |
| 16    | 15 a 19 | 8     |
| 12    | 10 a 14 | 8     |
| 0     | 5 a 9   | 4     |
| 12    | 0 a 4   | 0     |

## Economia
El 2007 la població en edat de treballar era de 228 persones, 170 eren actives i 58 eren inactives. De les 170 persones actives 147 estaven ocupades (91 homes i 56 dones) i 23 estaven aturades (9 homes i 14 dones). De les 58 persones inactives 19 estaven jubilades, 8 estaven estudiant i 31 estaven classificades com a «altres inactius».

### Ingressos
El 2009 a Mouterhouse hi havia 117 unitats fiscals que integraven 287 persones, la mediana anual d'ingressos fiscals per persona era de 17.924 €.

### Activitats econòmiques
Dels 8 establiments que hi havia el 2007, 1 era d'una empresa extractiva, 1 d'una empresa de fabricació d'altres productes industrials, 1 d'una empresa de construcció, 3 d'empreses de comerç i reparació d'automòbils i 2 d'empreses d'hostatgeria i restauració.
Dels 2 establiments de servei als particulars que hi havia el 2009, 1 era una fusteria i 1 restaurant.
L'any 2000 a Mouterhouse hi havia 6 explotacions agrícoles.

## Poblacions més properes
El següent diagrama mostra les poblacions més properes.